# Castle Valley
Castle Valley – miasto w Stanach Zjednoczonych, w stanie Utah, w hrabstwie Grand.